# 佩特羅韋 (索菲伊夫卡區)
48°1′25″N 33°55′54″E / 48.02361°N 33.93167°E
彼得羅韋（烏克蘭語：Петрове），是烏克蘭中部的村莊，隸屬第聶伯羅彼得羅夫斯克州的克里維里赫區。該村面積0.31平方公里，海拔高度101米，2001年人口595，人口密度每平方公里1,919.35人。